# Wadi al-Arish
Wadi al-Arish är en 250 km lång flod på norra Sinaihalvön i Egypten som är uttorkad delar av året.